# Национално светилиште „Софија Кијевска”
Национално светилиште „Софија Кијевска” (укр. Національний заповідник Софія Київська) је историјски резерват који садржи комплекс музеја у Кијеву и Судаку и одговоран је за одржавање и очување неких од његових најдрагоценијих историјских места.

## Историјат
Национално светилиште „Софија Кијевска” је основано 1934. године као културни резерват по налогу власти Украјинске Совјетске Социјалистичке Републике на месту Саборног храма Свете Софије у Кијеву, који представља његову главну знаменитост, са циљем спасавања једног од најсветијих места у Источној Европи од уништења током анти–верске кампање раних 1930-их. Основан је на месту катедрале Украјинске аутокефалне православне цркве која је распуштена 1930. године. Одговорности музеја су постепено проширене на друге историјске локације Кијева. Године 1994. је светилишту додељен садашњи национални статус. Одговоран је за одржавање и очување Светоандрејске цркве која припада Украјинској аутокефалној православној цркви, Кирилске цркве која припада Украјинској православној цркви и Московској патријаршији, Кирилског манастира од 1965, Цркве Светог Андреја од 1968. и Златне капије од 1983. у Кијеву и тврђаве Судак од 1958. године.